# Нёре-ан-Во
Нёре́-ан-Во (фр. Neurey-en-Vaux) — коммуна во Франции, находится в регионе Франш-Конте. Департамент — Верхняя Сона. Входит в состав кантона Со. Округ коммуны — Люр.
Код INSEE коммуны — 70380.

## География
Коммуна расположена приблизительно в 320 км к юго-востоку от Парижа, в 60 км севернее Безансона, в 15 км к северу от Везуля.

## Население
Население коммуны на 2010 год составляло 164 человека.
| 1962 | 1968 | 1975 | 1982 | 1990 | 1999 | 2010 |
| ---- | ---- | ---- | ---- | ---- | ---- | ---- |
| 138  | 117  | 106  | 135  | 153  | 152  | 164  |

## Администрация
| Период | Период | Фамилия      | Партия | Примечания |
| ------ | ------ | ------------ | ------ | ---------- |
| 2001   | 2004   | Рене Петижан |        |            |
| 2004   | 2014   | Ален Саже    |        |            |

## Экономика

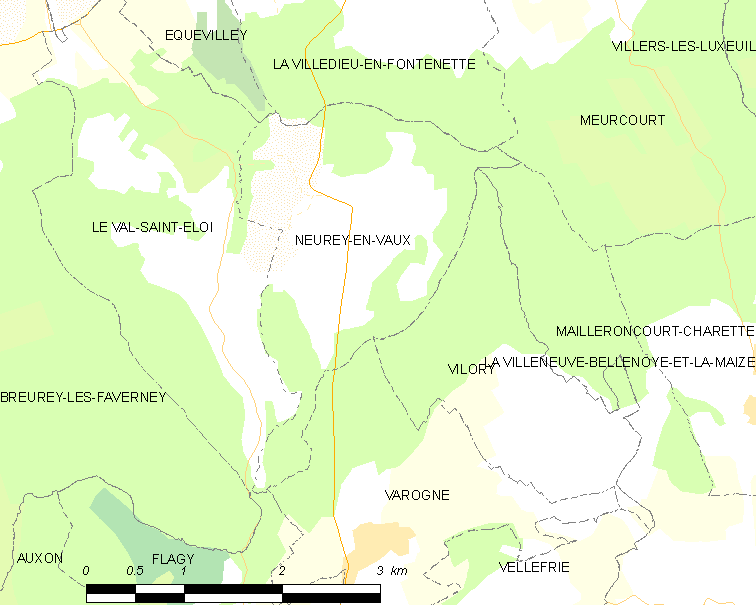
Карта коммуны

В 2010 году среди 103 человек трудоспособного возраста (15—64 лет) 77 были экономически активными, 26 — неактивными (показатель активности — 74,8 %, в 1999 году было 67,0 %). Из 77 активных жителей работали 72 человека (39 мужчин и 33 женщины), безработных было 5 (3 мужчины и 2 женщины). Среди 26 неактивных 2 человека были учениками или студентами, 16 — пенсионерами, 8 были неактивными по другим причинам.

## Достопримечательности
- Церковь Сен-Леже (XVIII век). Исторический памятник с 2006 года[3]